# Estompe

Une estompe est un instrument de dessin de forme cylindrique et pointu à ses deux extrémités utilisé pour le fusain, le pastel, la pierre noire, le crayon graphite. Sa variante, le tortillon, est une estompe faite de papier journal ou de papier buvard enroulé en pointe. L'utilisation de l'estompe consiste à étaler les particules de fusain ou de crayon afin d'homogénéiser des aplats, d'obtenir des gris intermédiaires ou, pour le pastel, de fondre les couleurs entre elles.
L'estompe est constituée de papier journal, de buvard, de peau, de coton ou de feutre compacté. Elle peut être fabriquée par l'artiste lui-même et est également vendue dans des commerces spécialisés. La tranche de son extrémité et sa pointe permettent de fondre les traits avec plus de précision qu'on ne le fait avec les doigts.